# Кровавый залив
«Кровавый залив» (также известен под названием «Цепная реакция») — итальянский фильм ужасов с элементами триллера 1971 года от режиссёра Марио Бава. Премьера фильма состоялась 8 сентября 1971 года.

## Сюжет
Началом фильма служит убийство престарелой графини, совершённое её мужем для завладения приличным наследством. Но вскоре и он сам погибает от рук неизвестного, являясь лишь одним из звеньев в цепочке кровавых убийств. Следующими стали подростки, остановившиеся на ночь в заброшенном здании, далее погибает семейная пара, приехавшая в поисках своего родственника. Главная причина всех этих смертей, как окажется, — живописный залив, принадлежавший первой жертве фильма, графине Федерике.

## В ролях
- Иза Миранда — графиня Федерика
- Клодин Оже — Рената
- Луиджи Пистилли — Альберт
- Клаудио Камазо — Симон
- Анна Мария Розати — Лаура

## Производство
Когда продюсер Дино Де Лаурентис прослышал, что один из сценаристов фильма «Кошка о девяти хвостах» Дардано Саккетти рассорился с режиссёром фильма Дарио Ардженто, он связался с Саккетти и настоял, чтобы тот подключился к работе режиссёра Марио Бавы над фильмом в жанре джиалло. Бава и Саккетти придумали сюжет новой картины: родительская пара совершает убийство, дабы обезопасить будущее своих детей, однако, как цепная реакция, одно убийство ведёт к другому, и увлечённые своим планом родители на несколько дней оставляют детей без присмотра, а когда возвращаются домой, голодные и напуганные дети убивают их. Саккетти вместе со свои коллегой Франко Барбиери написал предварительный вариант сценария. Но когда разногласия с режиссёром привели к тому, что Барбиери был уволен, Саккетти в знак солидарности также отстранился. А затем проект покинул и Де Лаурентис, разочарованный тем, что фильм «Кошка о девяти хвостах» не снискал за границей той популярности, какую имел а Италии.
Бава, у которого имелись серьёзные задолженности по налогам, желая закончить фильм как можно скорее, обратился к Джузеппе Заккариелло, который уже выступал продюсером его более ранних фильмов, таких как «Топор для новобрачной». Заккариелло настоял на том, чтобы окончательный сценарий написал Филиппо Оттони, который, будучи противником эксплуатационного кино, неохотно взялся за работу. В результате к окончательному сценарию приложил руку целый ряд авторов, включая самого Заккариелло.
Фильм был запущен в производство в начале 1971 года под первоначальным названием — Cosi imparano a fare i cattivi (с итал. — «Будут знать, как поступать плохо»). В названии Саккетти использовал фразу, которую по его сценарию дети произносят, убив своих родителей. Вскоре название было изменено на Reazione a catena (с итал. — «Цепная реакция»). По ходу съёмок название менялось несколько раз, и в конечном итоге было принято название, предложенное Заккариелло — Ecologia del delitto (с итал. — «Экология преступления»), поскольку слово экология в то время было в моде.
Бюджет фильма был чрезвычайно низким, а время на производство ограничено, поэтому Марио Бава выступил не только постановщиком фильма, но и собственным оператором. Съёмки проходили в основном в пляжном доме, принадлежавшем Заккариелло, и на прилегающей территории.